# História da Malásia
A história da Malásia é condicionada pela posição estratégica do país no estreito de Malaca, entre os oceanos Índico e Pacífico. Tal localização atraiu comerciantes e conquistadores desde o século VII - de início, siameses de Funan, indonésios de Serivijaia e Majapait, muçulmanos de Malabar, da Pérsia e da Arábia; posteriormente, portugueses, no século XVI, holandeses, no século XVII, e britânicos, no século XVIII.

## Chegada dos europeus
Os portugueses, comandados por Afonso de Albuquerque, conquistaram Malaca em 1511, ali erguendo uma igreja e uma fortaleza (a "Famosa"), formando assim a colônia de Malaca Portuguesa. São Francisco Xavier pregou ali, e Tomé Pires registrou a vida local em sua Suma oriental.
Em 1641, Malaca foi tomada pelos holandeses. Começou então uma rivalidade comercial entre Malaca, Achém, Johor, Celebes e Riau.

## Controle britânico
A partir do estabelecimento de uma base em Penang em 1786, os britânicos tomaram Malaca, em 1795, e fundaram Singapura, em 1819. Mantiveram os príncipes locais, desde que se revelassem submissos. Com o tempo, os britânicos formaram uma rede de Estados clientes, divididos em dois grupos. Os Estabelecimentos dos Estreitos, constituídos por Penang, Malaca, Singapura e Labuan, foram inicialmente vinculados à Companhia Britânica das Índias Orientais e, em seguida, passaram a ser governados pelo Secretário de Estado para as Colônias, de Londres. Os Estados Federados da Malaia, formados por Pahang, Selangor, Perak e Negeri Sembilan, eram controlados pelos "residentes" britânicos, nomeados, em tese, para aconselhar os soberanos malaios. Johor e os quatro estados ao norte (Kelantan, Perlis, Quedá e Terengganu), conhecidos pela história como Estados Malaios Não-Federados, formavam uma dependência do Sião até 1909, quando foram cedidos ao Reino Unido.
Entre 1942 e 1945, durante a Segunda Guerra Mundial, a região esteve sob o controle do Japão, que devolveu à Tailândia os quatro estados setentrionais ("não-federados"). Em 1946, após o fim do conflito, os Estabelecimentos dos Estreitos foram dissolvidos e criou-se uma federação de nove Estados malaios os quais, juntamente com Malaca e Penang, receberam o nome de União Malaia, com governo e administração únicos, controlados pelos britânicos. Singapura foi excluída e permaneceu como colônia da coroa britânica. A forte oposição dos malaios à perda do que sobrara do poder de seus soberanos locais e à concessão de nacionalidade aos chineses étnicos fez com que os britânicos voltassem atrás e transformassem a União na Federação da Malaia, que restaurava a autonomia dos governantes malaios sob proteção do Reino Unido.

## Independência
Apesar do grande número de chineses na região, o Reino Unido continuava a incentivar a ascendência da etnia malaia, o que gerou ressentimentos e, enfim, uma revolta em 1948 conhecida como "Emergência Malaia", nome devido ao estado de emergência que perdurou daquele ano até 1960, para fazer frente à rebelião. A Revolução Chinesa, de 1949, contribuiu para influenciar a região e para fortalecer os partidários locais do comunismo.
Em 31 de agosto de 1957, o Reino Unido concedeu a independência à Federação da Malaia, dentro da Commonwealth.
Para equilibrar os números de chineses e malaios étnicos, surgiu a proposta de unir a Federação da Malaia à colônia de Singapura e aos protetorados britânicos do norte da ilha de Bornéu: Brunei, Sabá e Sarawak, que eram muçulmanos e malaios. Apesar da oposição do governo da Indonésia, que tinha interesse em incorporar a porção setentrional de Bornéu, proclamou-se, em 16 de setembro de 1963, a criação do novo país, com o nome de Malásia, mas sem o Sultanato de Brunei. Descontente com a incorporação de Sabá e Sarawak, a Indonésia rompeu relações diplomáticas com o governo malaio e promoveu ações militares e de sabotagem, foi o chamado Confronto Indonésia-Malásia.
Em 9 de agosto de 1965, Singapura declarou-se independente da Malásia. Pesaram na decisão o fato de que, à época, 20 por cento do movimento de seu importante porto eram devidos ao comércio com a Indonésia, bem como desentendimentos com o governo central malaio.

## Malásia moderna
Desde a década de 1960, a Malásia procura manter um delicado equilíbrio etno-político entre malaios e chineses, por meio de um sistema de governo que combina desenvolvimento econômico e políticas que promovem a participação de todas as etnias.
Entre os anos 1980 e 1990, a Malásia cresceu a altas taxas e sua economia deixou de ser baseada na agricultura para industrializar-se em áreas como informática e produtos eletrônicos. No final dos anos 1990, o país foi atingido pela crise financeira asiática e viu-se às voltas com problemas políticos. 